# ソウル写真アーカイブ
ソウル写真アーカイブ（ソウルしゃしんアーカイブ、朝鮮語: 서울 사진 아카이브）は大韓民国のソウル特別市が公開しているデジタルアーカイブ。

## 概要
ソウル市職員が業務において撮影した写真を掲載しており、ウェブサイトは2016年2月4日に公開された。当初は1950年代から1980年代の約98,900点の写真を公開、1990年代以降の写真も追加を予定していたが、2017年4月時点ではまだ追加されていない。
写真は年代・経済や交通などのテーマのほか地域によるカテゴリ分類が行われている。また「コレクション」としてソウル近現代史をテーマ別で分類している。表示はハングルのみで、検索機能も用意されているがやはりハングルのみ対応。クリエイティブ・コモンズ（CC BY 3.0）とKorea Open Government Licenseにて公開されており、出処を明記することで利用可能となっている。